# Bratwurst
Il Bratwurst è un insaccato tipico della cucina tedesca, di solito a base di carne di maiale o, meno comunemente, a base di vitello o manzo.
Viene generalmente cotta alla griglia o in padella, e a volte cucinata in brodo o nella birra.
Il nome deriva dall'alto-tedesco antico Brätwurst, da brät-, che è carne finemente tritata, e Wurst, ovvero salsiccia.

## Storia
Mentre le prime ricette di salsicce risalgono al 228 d.C., la prima prova documentata del Bratwurst in Germania risale al 1313, nella città di Norimberga, che è tutt'oggi un centro di fama internazionale per la produzione di salsicce.

## Varietà e tradizioni
Le ricette del Brätwurst variano a seconda della regione o della località. Alcune fonti elencano oltre 40 diverse varietà, molte delle quali provengono dalla Franconia, la Turingia e le aree adiacenti. Anche il modo di servire le salsicce è diverso a seconda della localitàː di solito sono accompagnate da panini bianchi fatti con farina di grano e condite con senape. Nei pub vengono servite con crauti o insalata di patate, accompagnate da un pane rustico scuro e croccante fatto di farina di segale o, meno spesso, da un Brezel. Si tratta di una forma molto popolare di fast food nei paesi di lingua tedesca, che si può acquistare facilmente da venditori ambulanti in chioschi.

### Varietà della Franconia

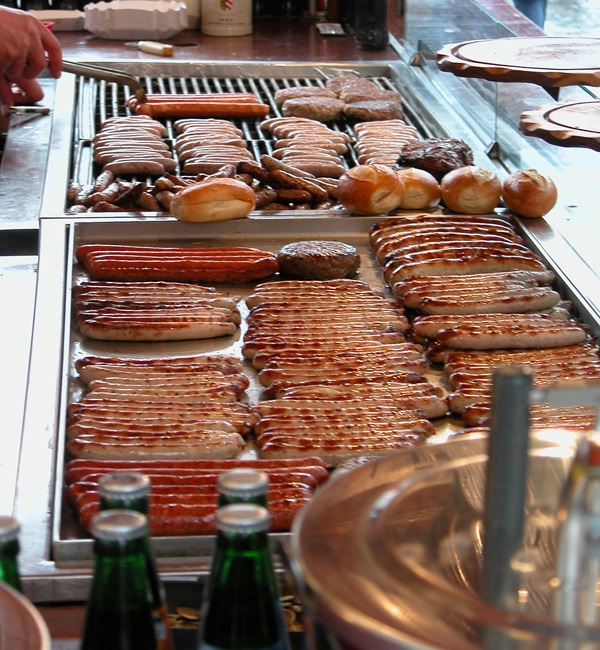
Una varietà di diversi Bratwürste a Norimberga

- Una varietà di diversi Bratwürste a NorimbergaLa Fränkische Bratwurst è una salsiccia grossolana lunga circa 10-20 cm, comune a tutta la regione della Franconia con lievi variazioni. L'ingrediente caratteristico di questa varietà è la maggiorana. Viene tradizionalmente servita con crauti o insalata di patate, senza senape.
- La Coburger Bratwurst, tipica della città di Coburgo, fu documentata per la prima volta nel 1498.[6] Si tratta di una salsiccia grossolana, lunga circa 25 cm, composta da un minimo di 15% di vitello o manzo. Le spezie utilizzate sono sale, pepe, noce moscata e scorza di limone. Tradizionalmente, viene grigliata e servita in un panino.
- La Kulmbacher Bratwurst è una salsiccia a grana fine proveniente dalla città di Kulmbach, in Alta Franconia. Lunga e sottile, è composta principalmente da carne di vitello finemente macinata, e poca carne di maiale. È condita con sale, pepe bianco, noce moscata, scorza di limone, maggiorana, cumino e aglio. Tradizionalmente viene fritta o grigliata sul fuoco. Sono venduti e serviti freschi dai venditori nella Marktplatz, a coppie, con o senza senape, su involtini croccanti cosparsi di anice.
- La Nürnberger Rostbratwurst è piccola e sottile, tipica di Norimberga, con una lunghezza compresa tra 7 e 9 cm. Ai sensi della legislazione dell'UE dal 2003[7] si tratta di un alimento IGP, che può essere prodotto solo a Norimberga.[8] Sono salsicce a base di carne di maiale, condite con maggiorana, e grigliate su un fuoco di faggio. Vengono servite in gruppi di sei, otto, dieci o dodici su un piatto di stagno, con crauti o insalata di patate, e accompagnati da rafano o senape.
- La Würzburger Bratwurst viene prodotta nella città di Würzburg, in Franconia. Lunga 15-20 cm, viene condita con vino bianco.

### Altre varietà
- La Thüringer Rostbratwurst è una salsiccia piccante della Turingia. È lunga 15-20 cm e di forma sottile, e viene grigliata su un fuoco a carbone e accompagnata con senape e pane. Si tratta di un prodotto IGP.
- La Nordhessische Bratwurst è una salsiccia stagionata fatta con carne di maiale macinata grossolanamente. Misura circa 20 cm, viene grigliata e servita con pane e senape.
- La Rote Wurst è una salsiccia speziata tipica della regione della Svevia, fatta con carne di maiale e pancetta macinata.

## Stati Uniti
Il Bratwurst è un tipo comune di salsiccia negli Stati Uniti, in particolare nel Wisconsin, dove risiede il più grande gruppo di americani di origine tedesca. Venne importato in America del Nord da immigranti tedeschi, e la sua preparazione è diffusa tutt'oggi nei tipici barbecue, accanto al più famoso hot dog. La preparazione tradizionale del Wisconsin prevede anche la cottura lenta nella birra (generalmente pilsner) con burro e cipolle, e una seconda cottura alla griglia.